# Strix (Gattung)
Strix ist eine Gattung mittelgroßer bis sehr großer Arten der Eigentlichen Eulen (Strigidae), die gemäß Artname alle als Käuze bezeichnet werden. Je nach wissenschaftlicher Auffassung umfasst sie 15–24 Arten, die beinahe weltweit mit Ausnahme der Polargebiete, der Australis, Madagaskars und der südpazifischen Inseln vorkommen. In Mitteleuropa ist die Gattung durch den Waldkauz (Strix aluco) und durch Restpopulationen des Habichtskauzes (Strix uralensis) vertreten. In Nordeuropa kommt die größte Art dieser Gattung vor, der in der nördlichen Holarktis verbreitete Bartkauz (Strix nebulosa).
Die meisten dieser weitgehend nachtaktiven Eulen ernähren sich von kleinen bis mittelgroßen Säugetieren, gelegentlich auch von Vögeln und Reptilien. Sie brüten in natürlichen Baumhöhlen, in ausgefaulten Baumstumpen, alten Spechthöhlen sowie in Krähen- und Greifvogelhorsten.
Die Gattung weist keine obligaten Zugvögel auf, doch unternehmen die Arten höherer Breiten witterungsbedingte Wanderungen, wenn die Beutetiere knapp oder unerreichbar werden.
Im Englischen wird diese Gattung Wood Owls genannt, im Deutschen ist jedoch eine zusammenfassende Bezeichnung unter „Waldkäuze“ nicht gebräuchlich. Der Gattungsname Strix war im antiken Griechenland einer der vielen Namen für Eulen.
Etwa die Hälfte der Arten ist nicht gefährdet. Einige weisen jedoch sehr kleine Verbreitungsgebiete auf, in denen anthropogene Eingriffe in ihren Lebensraum, insbesondere Entwaldung, sehr rasch zu Bestandseinbrüchen führen. Die Bestandssituation einiger weiterer Arten ist bislang völlig unklar.

## Merkmale
Vögel dieser Gattung sind meist massig wirkende, mittelgroße bis sehr große Eulen mit auffallend großem, rundem Kopf und deutlich ausgeprägtem Gesichtsschleier. Federohren sind bei keiner Art ausgebildet. Die meisten Arten sind auf der Oberseite braun, graubraun oder rötlichbraun gefärbt; in diese Grundfärbung sind sowohl helle als auch dunkle Zeichnungen und unregelmäßige Tropfenflecken eingelassen, was dem Oberseitengefieder insgesamt eine wirkungsvolle Tarnfarbe verleiht. Einige Arten, wie der Malaienkauz (Strix leptogrammica) oder der Bartelskauz (Strix bartelsi), sind auffallend rötlichorangebraun gefärbt. Einige wenige Arten tragen ein schwarz-weiß gesprenkeltes Federkleid, darunter die früher in eine eigene Gattung Ciccaba gestellten Bindenhalskauz (Strix nigrolineata) und Zebrakauz (Strix huhula). Die Unterseite ist meist heller gefärbt und ist in unterschiedlicher Intensität entweder dunkel längs- oder quergestrichelt. Viele Arten sind in der Grundfärbung sehr variabel, bei einigen bestehen unterschiedliche, meist rötlichbraune oder graubraune Farbmorphen. Hochgebirgs- beziehungsweise Wüstenarten, wie die beiden lange als Unterarten des Waldkauzes geführten Arten Omankauz (Strix butleri) und Himalaja-Waldkauz (Strix nivicola), sind sandfarben oder auf sehr hellem, fast weißem Grund dunkel gefleckt.

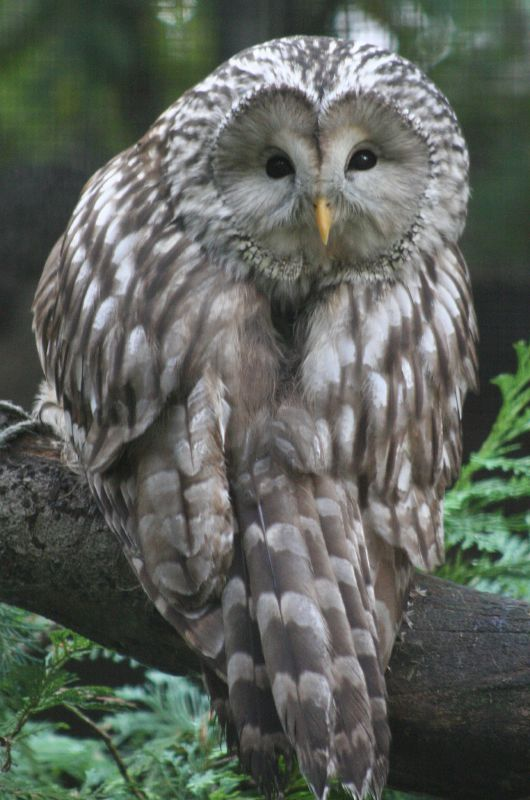
Habichtskauz

Das Gesichtsfeld ist häufig deutlich heller als das übrige Kopfgefieder; bei den meisten Arten ist es radial dunkel gezont, bei einigen anderen Arten, wie dem Habichtskauz, aber strahlig strukturiert. Bei den meisten Arten ist es deutlich durch einen entweder dunklen oder hellen, oft deutlich herzförmigen Federsaum vom übrigen Kopfgefieder getrennt. Über den runden, oft nicht allzu großen, bei der Mehrheit der Arten dunkelbraunen, bei einigen aber gelben, beziehungsweise orangen Augen liegt ein heller Federsaum, der sich zum Schnabel hin verengt und unter dem Schnabel wieder weitet, wodurch eine auffallend x-förmige Gesichtszeichnung entsteht. Bei einigen Arten ist dieser Federsaum unter dem Schnabel bartartig verlängert. Der relativ kurze, kräftige und stark abwärts gebogene Schnabel ist bei fast allen Arten gelb. Die Beine sind wie bei allen Strigidae kurz und kräftig und bei beinahe allen Arten bis zum Zehenansatz befiedert. Bei einigen, in nivalen Habitaten vorkommenden Käuzen, tragen auch die basalen Zehenglieder Federn, oder sind – wie beim Bartkauz – überhaupt zur Gänze befiedert.
Die Flügel sind breit und gerundet. Auch der Schwanz ist relativ breit, mittellang oder lang, bei den meisten Arten gerundet und bei vielen mehr oder weniger deutlich quergebändert.
Wie bei allen Eulen ist der Gehörsinn äußerst gut entwickelt. Die Ohröffnungen sind sehr groß und bei den meisten Arten wie bei den Raufußkäuzen (Aegolius) asymmetrisch. Diese Asymmetrie ist beim Bartkauz am stärksten ausgeprägt und umfasst nicht nur die Weichteile des Organs, sondern auch den Schädel. In der Regel ist das rechte Ohr größer als das linke.
Die Geschlechter unterscheiden sich in der Färbung nicht. In Bezug auf Größe und Masse besteht ein leichter, zum Teil auch deutlicher, reverser Geschlechtsdimorphismus. So wiegen Männchen des Bartkauzes bis zu 1110 Gramm, bei Weibchen hingegen wurde ein Maximalgewicht von 1900 Gramm festgestellt.

### Maße und Gewicht
Die kleinsten Vertreter, wie etwa der Mexiko-Sprenkelkauz (Strix squamulata), messen bei einem Gewicht um die 300 Gramm knappe 30 Zentimeter; Weibchen des größten Vertreters der Gattung, des Bartkauzes, erreichen eine Körperlänge von 67 Zentimetern und ein Gewicht von fast zwei Kilogramm. Sie stehen also in der Größe dem heimischen Uhu (Bubo bubo) kaum nach, wohl aber deutlich im Gewicht.

### Lautäußerungen
Das Grundmuster der Gesänge fast aller Vertreter dieser Gattung ist sehr ähnlich: Es besteht aus einer unterschiedlich großen, in der Regel jedoch 10 nicht überschreitenden Anzahl von hu-Silben, die unterschiedlich gereiht und betont vorgetragen werden. Von der Klangcharakteristik her kann ein dumpf dröhnendes, ein wohltönend gutturales, aber auch ein bellendes Klangbild entstehen (Klangbeispiel: Bartkauz). Im Allgemeinen ist die Tonlage bei kleineren Arten etwas höher und greller; bei den großen Arten überwiegen tiefe, hohle Tonfärbungen. Von diesem Grundschema weichen die Lautäußerungen der beiden südamerikanischen Arten Rotfußkauz (Strix rufipes) und Chacokauz (Strix chacoensis) deutlich ab, die nach grunzenden Eingangselementen eine lange Abfolge relativ klarer, gutturaler Silben, etwa wie kokoko-kwowkwok… beziehungsweise crococro-craor-craor… äußern (Klangbeispiel: Fleckenkauz). Beide Partner singen, oftmals im Duett. Weibchen verfügen zum Teil über die gleichen Rufe wie die Männchen, oft werden diese aber etwas höher und rauer, in der Regel auch weniger laut vorgetragen. Daneben sind ihnen aber Rufe eigen, die vor allem von ihnen geäußert werden. So ist das gellende Kuwitt des Waldkauzes häufig die Antwort des Weibchens auf den Reviergesang des Männchens (Stimmbeispiel: Waldkauz, Reviergesang). Neben diesen Hauptgesängen und Rufen gehören eine Reihe rauer und greller, kreischender Laute zum Stimmrepertoire dieser Käuze.  Schnabelknappen ist bei den meisten Vertretern dieser Gattung zu vernehmen.

## Verbreitung

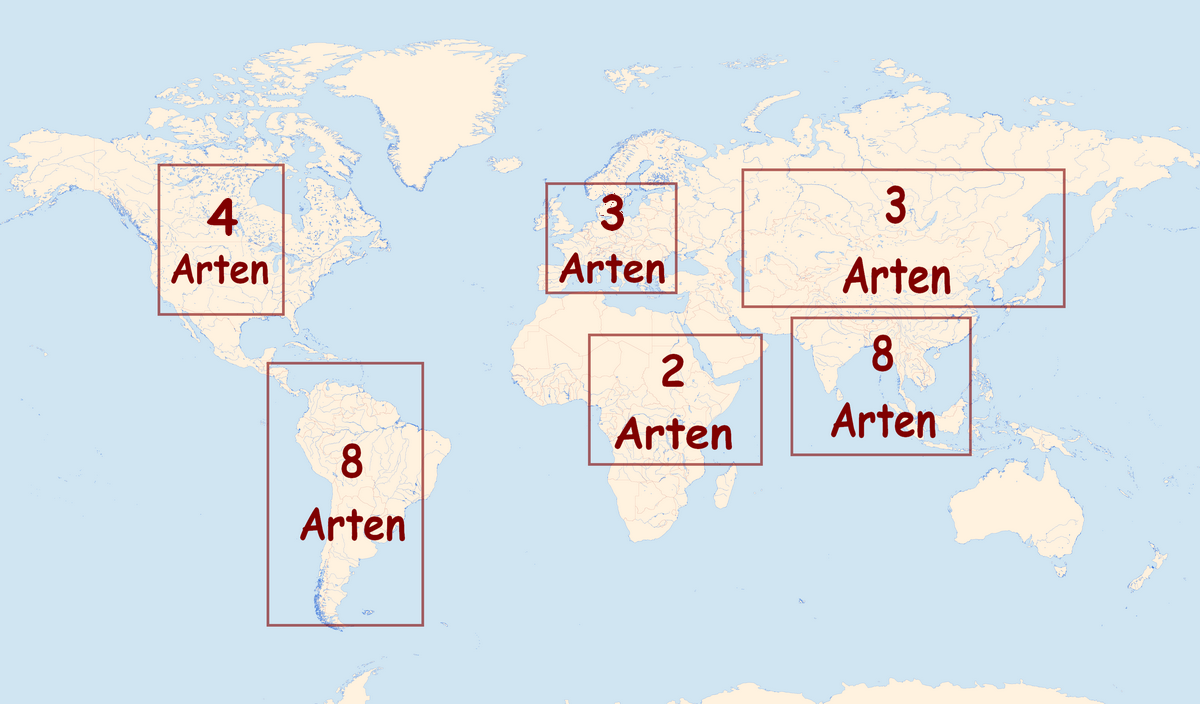
Schematische Darstellung der kontinentalen Verbreitung der Arten.
Die Summe der Zahlen entspricht nicht der Gesamtzahl der Arten, weil manche Arten auf mehreren Kontinenten vorkommen (z. B. Bartkauz in Nordamerika, Europa und im nördlichen Asien).

Käuze der Gattung Strix sind mit Ausnahme der Polargebiete, Madagaskars, und der Australis in allen Faunenregionen der Erde vertreten. In der Australis ist die von den Habitatansprüchen her ähnliche Gattung Ninox verbreitet.
Die größte Artenvielfalt der Gattung Strix besteht in Südostasien sowie in Mittel- und Südamerika. Im zentralen Europa kommt mit dem Waldkauz (Strix aluco) nur eine Art der Gattung vor. Dieser ist hier die häufigste Eulenart und besiedelt Europa mit Ausnahme Irlands und Islands beinahe flächendeckend. Nur in den nördlichen und östlichen, beziehungsweise äußerst südöstlichen Randgebieten Europas sind mit dem Habichtskauz (Strix uralensis), dem Bartkauz (Strix nebulosa) und äußerst selten mit dem Omankauz (Strix butleri) drei weitere Vertreter der Gattung verbreitet.

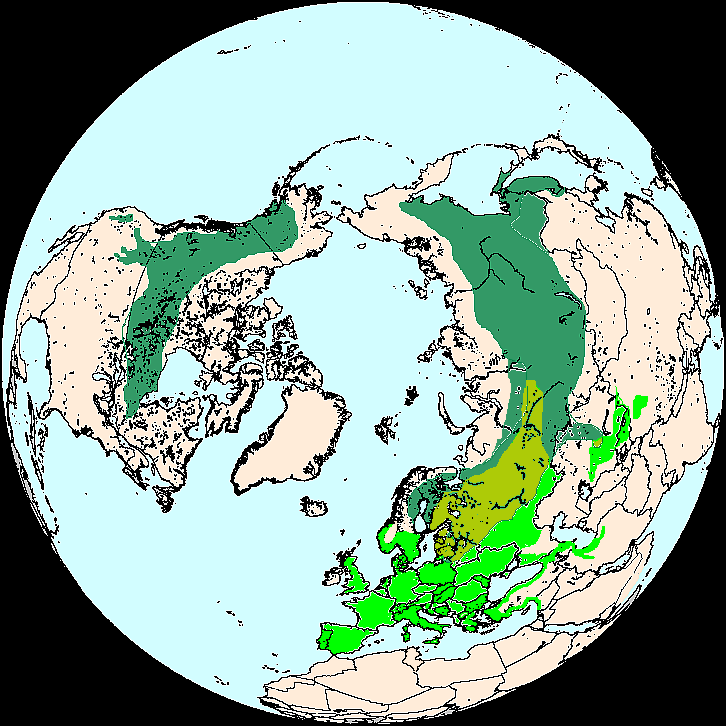
Holarktisches Verbreitungsgebiet des Bartkauzes (dunkelgrün)
Im Vergleich dazu das Verbreitungsgebiet des Waldkauzes (hellgrün)
Moosgrün sind die Überlappungsgebiete dargestellt

Die meisten Arten besiedeln relativ große, zusammenhängende Gebiete. Bis auf den Niaskauz (Strix niasensis) und den Bartelskauz (Strix bartelsi) sind keine Inselendemiten bekannt. Endemisch in den Bergwäldern von Sichuan kommt der große, dunkle Sichuankauz (Strix davidi) vor. Auch der Gelbkauz (Strix fulvescens) ist nur aus einem kleinen Gebiet Mittelamerikas bekannt. Das mit Abstand größte Verbreitungsgebiet hat der Bartkauz, der holarktisch in der gesamten borealen Zone vertreten ist.

## Lebensräume

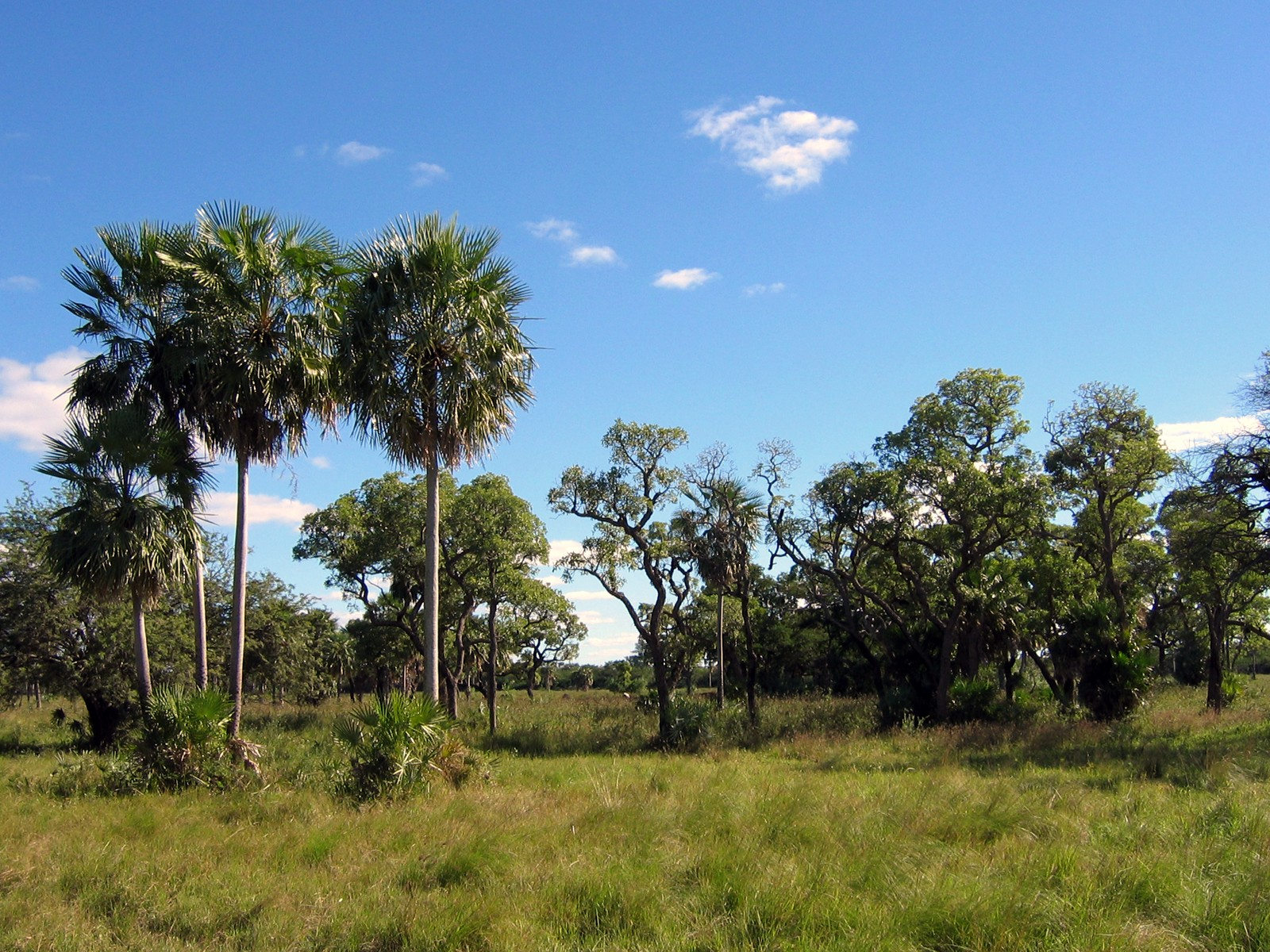
Chaco in Paraguay
Lebensraum des Chacokauzes

Alle Arten der Gattung Strix sind obligat an baumbestandene Habitate gebunden. Die meisten besiedeln offene, baumbestandene Landschaften; dichte Wälder werden oft gemieden oder nur dann als Lebensraum gewählt, wenn ausreichend Freiflächen für die Jagd zur Verfügung stehen. Einige Arten, wie etwa der Malaienkauz oder der Fleckenkauz, kommen auch in dichten Primärwäldern vor, und verlassen diese, wenn die Struktur durch Holzeinschlag zu stark verändert wird. Häufig liegen die Tageseinstände in dichteren Waldgebieten, während zur Jagd offenere Landschaften aufgesucht werden. Wüsten- und Steppenarten bevorzugen flussbegleitende Gehölze und Palmenhaine in Oasen, der Chacokauz (Strix chacoensis) kommt im trockenen, mit großen Kakteen und kleinen Bäumen bestandenen Buschland vor. Neben ursprünglichen Habitaten können Käuze dieser Gattung auch stark anthropogen gestaltete Landschaftsstrukturen wie Parkanlagen, Friedhöfe, große Obstgärten oder Plantagen besiedeln. Einige Arten scheinen bevorzugt in der Nähe menschlicher Siedlungen zu brüten. Grundsätzlich ist neben dem ausreichenden Nahrungsangebot das Vorhandensein von Nistmöglichkeiten und Tageseinständen Voraussetzung für eine Revieretablierung.
Vertreter dieser Gattung kommen sowohl in Tieflandgebieten, in Küstenregionen als auch im noch spärlich baumbestandenen Hochgebirge nahe der Baumgrenze vor. Der Afrikakauz zum Beispiel brütet sowohl in Galeriewäldern auf Meeresniveau als auch in Bergnebelwäldern in Höhen über 3700 Metern. In ähnliche Höhen dringt auch eine Unterart des Waldkauzes, Strix a. biddulphi, in Kaschmir vor und in noch größeren Höhen wurden Brutplätze des Bergkauzes (Strix newarensis) und des Sichuankauzes festgestellt; letzterer soll bis in Höhen von 5000 Metern vorkommen.
Über die durchschnittlichen Reviergrößen lassen sich keine zusammenfassenden Angaben machen, dazu sind die Arten in ihren Lebensgewohnheiten, ihrer Größe und ihrer geographischen Verbreitung zu unterschiedlich.

## Nahrung und Nahrungserwerb

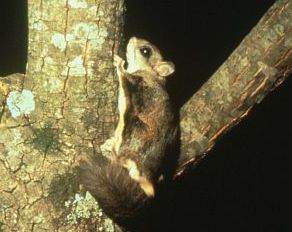
Das Nördliche Gleithörnchen (Glaucomys sabrinus) zählt zu den bevorzugten Beutetieren des nordamerikanischen Fleckenkauzes

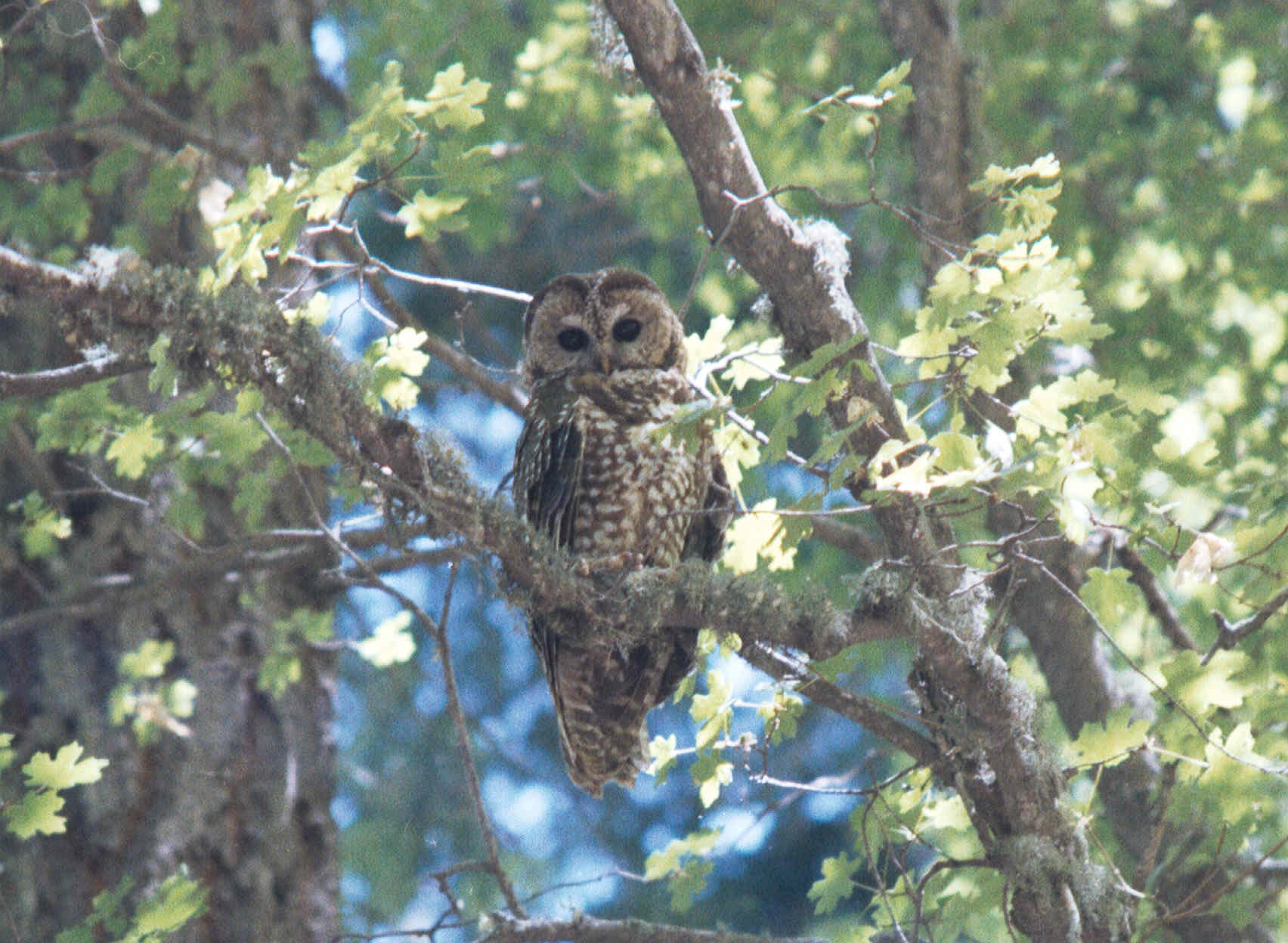
Der Fleckenkauz bevorzugt die mittlere Stamm- und Astschicht als Jagdrevier

Käuze dieser Gattung zählen nicht zu den Nahrungsspezialisten, sondern erbeuten mit gewissen Bevorzugungen nahezu alle Beutetiere, die sie überwältigen können. Kleine, dämmerungs- und nachtaktive Säugetiere überwiegen bei den meisten Arten jedoch. Dazu zählen Feldmäuse, Waldmäuse, Spitzmäuse, Ratten, Rötelmäuse, Lemminge, Hamster, Rennmäuse, Eichhörnchen und Flughörnchen sowie Fledermäuse. Die größten Säugetiere, die diese Eulen schlagen, sind junge Hasen, Kaninchen und Schneehasen. Bei kleineren, vor allem tropischen Arten, können Insekten, insbesondere große Käfer, Zikaden, Grillen und Heuschrecken den Nahrungshauptbestandteil ausmachen. Häufig gehören Vögel bis zur Tauben- und Haselhuhngröße ins Beuteschema; sie können in schneereichen Wintern, wenn Säugetiere unerreichbar werden, bei nördlichen Arten und Gebirgsarten zur Hauptbeute werden. Amphibien wie Frösche und Molche gehören ebenso zu den Beutetieren wie verschiedene Reptilien wie Geckos, Eidechsen und kleinere Schlangen. Bei einigen Arten spielen Fische eine nicht unwesentliche Rolle. Selten wurden Bartkäuze an Aas größerer Säugetiere beobachtet. Vor allem bei großem Nahrungsmangel werden Schnecken und Würmer sowie Spinnentiere gefressen. Die Nahrungszusammensetzung ist bei allen Arten, insbesondere aber jenen in gemäßigten und nördlichen Breiten lebenden, großen saisonalen Schwankungen unterworfen.
Beim besonders gut untersuchten Waldkauz setzten sich die Beutetieranteile etwa so zusammen: 73 Prozent Kleinsäuger (mindestens 45 verschiedene Arten); 14 Prozent Vögel (etwa 100 verschiedene Arten, hauptsächlich jedoch Sperlinge, Buchfinken und Grünfinken) und 13 Prozent Frösche und Kröten. Ein erwachsener, mittelgroßer Kauz wie etwa der Waldkauz benötigt pro Tag knapp 100 Gramm Nahrung. Ein nichtbrütendes Paar großer Eulen dieser Gattung, wie etwa des Habichtskauzes, benötigt pro Jahr über 100 Kilogramm an Nahrung.
Käuze dieser Gattung sind mehrheitlich nachtaktive Ansitzjäger, die aber auch andere Jagdtechniken beherrschen. Von einer einige Meter über dem Boden liegenden Warte aus überschaut der Vogel sein Jagdgebiet. Hat er ein Beutetier visuell oder akustisch geortet, lässt er sich gleitend fallen und schlägt das Tier in einem heftigen Aufprall auf dem Boden. Die Beute wird mit den spitzen Krallen oder durch einen Biss in den Nacken getötet. Kleinere Beutetiere werden mit den Zehen durchgeknetet und im Ganzen verschlungen, größere zerteilt. Das Großgefieder von Vögeln wird vor dem Verzehr oder vor der Verfütterung entfernt. Soweit bekannt, können die meisten Vertreter dieser Gattung Beutetiere rein akustisch orten und in absoluter Dunkelheit sicher ergreifen. Bartkäuzen ist es möglich, Kleinsäuger unter einer bis zu 50 Zentimeter hohen Schneedecke aufzuspüren und zu schlagen. Gelegentlich rütteln einige Vertreter von Strix über einem vermuteten Beutetier.
Neben dieser häufigsten Jagdmethode sieht man viele Strix-Arten in einem langsamen, bodennahen Suchflug jagen. Die dabei entstehenden Fluggeräusche sind durch die besondere Beschaffenheit und Struktur der Schwingen so gering, dass weder die potentiellen Beutetiere gewarnt werden, noch die jagende Eule bei der akustischen Ortung behindert wird. Schlägt ein Angriff fehl, wird das Beutetier nicht weiter verfolgt. Fledermäuse und schwärmende Insekten werden im Flug gegriffen. Eichhörnchen oder Flughörnchen vermögen einige dieser Eulen, wie zum Beispiel der gefährdete Fleckenkauz des westlichen Nordamerikas, direkt am Stamm oder auf Ästen zu schlagen. Vögel werden im Schlaf überrascht, vom Schlafast gestoßen und im Flug gefangen. Waldkäuze können sich in schneereichen Wintern so von der sonst überwiegenden Kleinsäugernahrung völlig unabhängig machen. Gelegentlich sieht man einzelne Strix-Käuze zu Fuß nach Beutetieren suchen.
Nahrungsdepots werden, soweit bekannt, nur von Käuzen angelegt, die Kältezonen bewohnen. Unverdauliche Nahrungsreste werden in charakteristischen Gewöllen ausgewürgt.

## Verhalten
Soweit bekannt sind alle Vertreter dieser Gattung weitgehend nachtaktiv; nur während der Brutzeit wird die Aktivitätsperiode von einigen Arten in die Dämmerungsstunden ausgedehnt. Manchmal können vor allem Bartkauz, Habichtskauz und gelegentlich  Waldkauz an trüben Tagen jagend angetroffen werden. Den Tag verschlafen diese Käuze in guter Deckung, meist stammnah auf einem Ast sitzend. Häufig suchen sie  sonnenexponierte Stellen auf um sich zu wärmen. Viele Arten werden von Kleinvögeln und Krähen heftig gehasst.

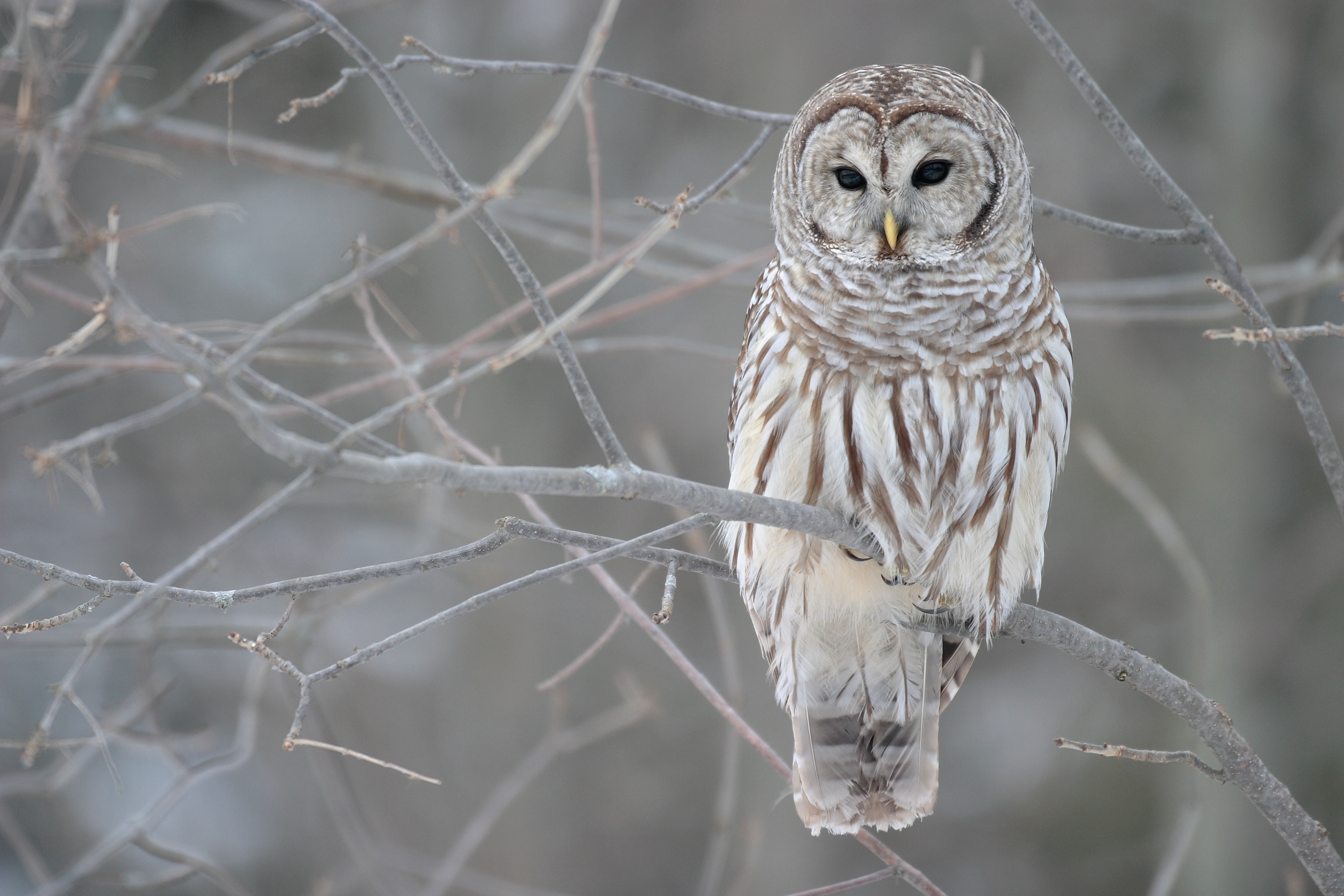
Streifenkauz (Strix varia)

Alle bisher näher untersuchten Arten sind ganzjährig territorial. Sie leben außerhalb der Brutzeit solitär oder in lockeren Paarbeziehungen; bei besonders guten Nahrungsbedingungen, zum Beispiel bei Massenvermehrungen von Lemmingen, kann die Territorialität vermindert sein. Üblicherweise jedoch dulden Vertreter der Strix außer eventuell den Partner keine Artgenossen im Revier. Auch andere Eulen werden nach Möglichkeit vertrieben. Einige Arten sind vor allem während der Brutzeit äußerst aggressiv und greifen auch Menschen, die dem Niststandort zu nahe kommen, vehement an.
Die Mehrzahl der Arten verbleibt das ganze Jahr über im Revier, das gilt insbesondere für alle in subtropischen und tropischen Regionen verbreiteten Arten. Arten, die Kältezonen bewohnen, sind meist bei sehr hoher Schneelage gezwungen abzuwandern; nordsibirische Vögel und jene Alaskas und Nordkanadas zeigen generell eine erhöhte Bereitschaft zu südwärts gerichteten Wanderungen. Bei einigen Vertretern der Art wird ein nomadisches Verhalten beobachtet. Bartkäuze können bei gutem Nahrungsangebot in Regionen erscheinen, in denen sie jahrzehntelang nicht vorkamen. Bei Jungvögeln ist die Mobilität generell größer als bei Altvögeln, doch sind die Dismigrationsentfernungen meist recht gering. In einer großen amerikanischen Studie wurden 158 beringte Streifenkäuze innerhalb eines Radius von 10 Kilometern vom Beringungsort wiedergefunden; andererseits sind auch große Wanderungen möglich: Ein in Neuschottland beringter Vogel derselben Art wurde ein Jahr später in über 1600 Kilometern Entfernung in Ontario wiedergefunden.

### Brutbiologie
Von gut der Hälfte aller Käuze der Gattung Strix ist zur Brutbiologie fast nichts bekannt. Soweit Untersuchungen vorliegen, werden alle Arten am Ende ihres ersten Lebensjahres geschlechtsreif. Sie führen eine weitgehend monogame Saisonehe. Bei einigen erlischt die Paarbindung nach der Brutzeit nicht, sodass Wiederverpaarungen zur Regel gehören.
Die meisten Arten sind Höhlenbrüter, die natürliche Baumhöhlen, Spechthöhlen oder ausgefaulte Baum- oder Aststümpfe als Nistgelegenheit wählen. Aber auch Krähen- und Greifvogelnester sowie Eichhörnchenkobel werden genutzt, weiters kommen Gebäude-, Fels- und Bodenbruten vor. Einige Arten nehmen  Nistkästen an. Nistmaterial wird von keiner Art eingetragen.

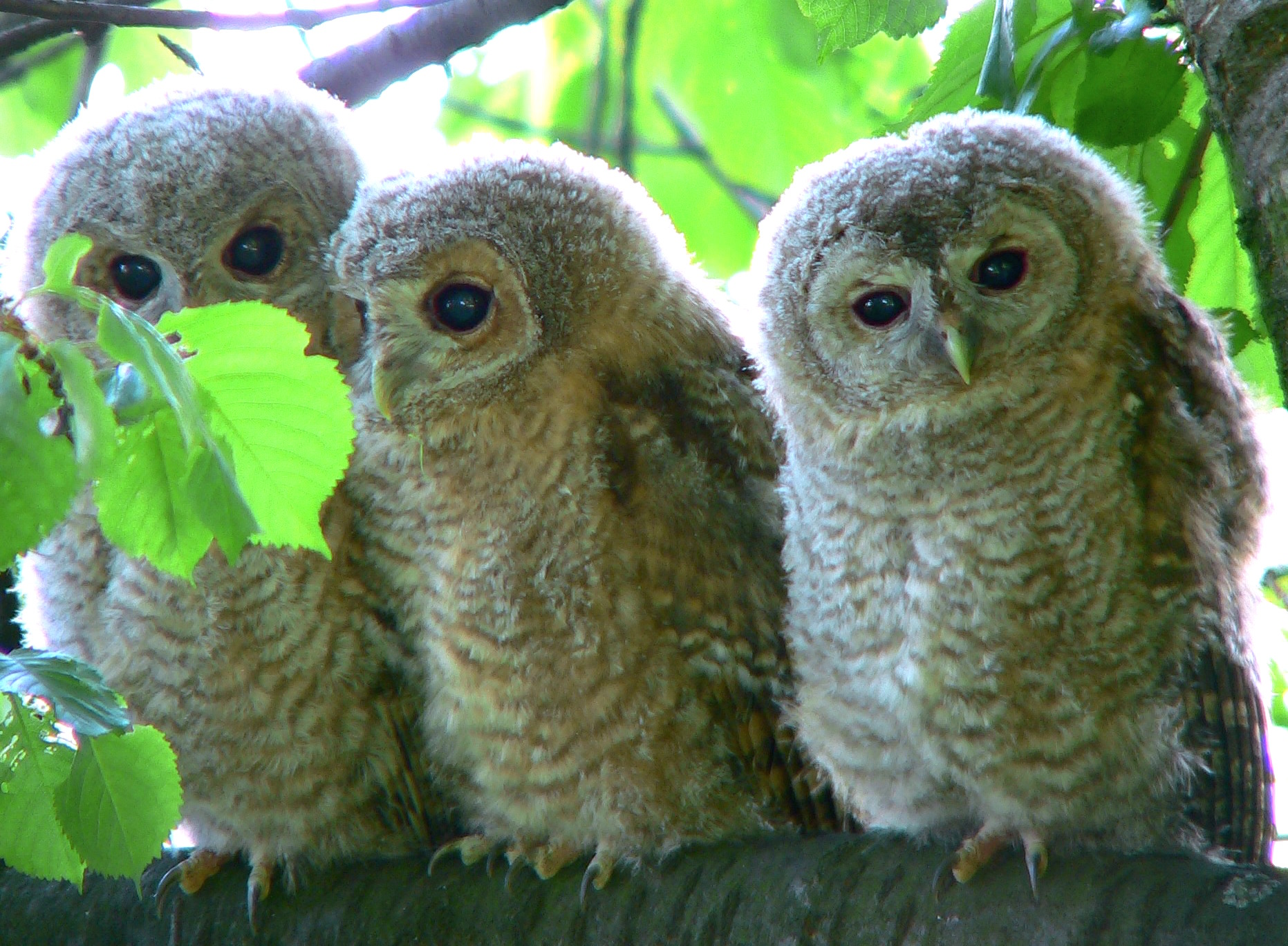
Ästlinge des Waldkauzes

Die meisten Arten scheinen nur einmal im Jahr zu brüten. Bei einigen tropischen Arten sind Zweitbruten wahrscheinlich. Vom amerikanischen Streifenkauz sind Zweit- und sogar Drittbruten bekannt. Die Gelegegröße ist stark vom Nahrungsangebot abhängig; sie schwankt zwischen einem und sechs meist reinweißen, rundovalen Eiern. Am häufigsten scheinen 2er- und 3er-Gelege vorzukommen. Bei sehr schlechtem Nahrungsangebot brüten diese Käuze nicht oder brechen die Brut ab. Die Eier der kleinen Arten messen etwa 42 × 36 Millimeter und wiegen etwa 30 Gramm, die der größten Arten messen bei einem Gewicht von etwa 50 Gramm ungefähr 57 × 46 Millimeter. Die Brutdauer liegt mit etwa 30 Tagen bei allen Arten relativ nahe beieinander. Es brütet nur das Weibchen. Nur einmal wurde beim Omankauz ein Männchen auf einem Gelege beobachtet. Während der Brutzeit und später während der ersten Wochen der Jungenaufzucht schafft allein das Männchen Nahrung heran. Bei vielen, aber nicht bei allen Arten verlassen die Jungen lange vor dem Flüggewerden als Ästlinge das Nest; ab diesem Zeitpunkt beteiligt sich  das Weibchen an der Nahrungssuche. Junge des kleinen Omankauzes sind nach etwa 40 Tagen flügge, die des Waldkauzes benötigen sieben Wochen bis zur Erlangung der vollen Flugfähigkeit. Im Gegensatz dazu sind die Jungen des bedeutend größeren Bartkauzes schon mit etwa 42 Tagen gut flugfähig. Die Führungszeit, in der die schon flüggen Jungvögel weiter von den Altvögeln betreut werden, dauert unterschiedlich lang. Die tropischen Arten scheinen am schnellsten selbstständig zu werden; bei den großen borealen Eulen und einigen Hochgebirgsarten dauert sie über zwei Monate. Der kleine Mexico-Sprenkelkauz führt seinen Nachwuchs bis zu drei Monate.

## Lebenserwartung
Zur Lebenserwartung liegen von den meisten Vertretern der Gattung keine Daten vor. Die vorhandenen Daten lassen aber erkennen, dass Käuze der Gattung Strix verhältnismäßig alt werden können. Allerdings überlebt ein hoher Prozentsatz der Jungvögel das erste Lebensjahr nicht. Der älteste wildlebende Bartkauz war bei seinem Tod 17 Jahre alt, vom Waldkauz ist ein Höchstalter um die 19 Jahre bekannt. Ähnliche Angaben liegen vom Streifenkauz und vom Fleckenkauz vor. In Gefangenschaft wurde ein Bartkauz über 27 Jahre alt.

## Systematik
Strix bildet eine morphologisch, verhaltensbiologisch und soweit bekannt auch genetisch relativ gut von anderen Genera der Strigidae abgrenzbare monophyletische Gattung innerhalb der Unterfamilie der Striginae. Zusammen mit den monotypischen Gattungen Jubula und Lophostrix und der vier Arten umfassenden Gattung Pulsatrix bilden sie zurzeit die Tribus Strigini. Ob allerdings die drei zuletzt genannten Gattungen tatsächlich gemeinsam mit Strix in einer Tribus zu vereinigen sind, erscheint nach letzten DNA-Befunden zumindest fraglich.
König & Weick unterscheiden zurzeit 24 Arten. In der letzten Ausgabe der AOU-Checklist werden 20 Arten geführt. Die Unterschiede ergeben sich dadurch, dass die AOU die bei König & Weick als Arten geführten S. niasensis, S. bartelsi und S. newarensis als Unterarten des Malaienkauzes, Strix leptogrammica, listet, und der Mexico-Sprenkelkauz (Strix squamulata) als Unterart des Sprenkelkauzes (Strix virgata) zählt. Zusätzlich haben König & Weick vier südamerikanische Arten der Gattung Ciccaba der Gattung Strix zugeordnet.
In der Artenliste des HBW scheinen 16 Arten auf. Die vier bei König & Weick aus dem Malaienkauz-Komplex in Artrang gestellten Taxa werden als Unterarten von Strix leptogrammica betrachtet und die von König & Weick nach Strix gestellte Gattung Ciccaba erscheint wieder als eigenständige Gattung mit vier Arten.
| Deutscher Name      | Wissenschaftlicher Name                                | Verbreitung | Gefährdungsstufe Rote Liste der IUCN | Anmerkungen | Bild                                |
| ------------------- | ------------------------------------------------------ | --- | --- | --- | ----------------------------------- |
| Afrikakauz          | Strix woodfordii (A. Smith, 1834)                      | Afrika südl. der Sahara Südostafrika | (Least Concern – nicht gefährdet) | 4 Unterarten | Afrikakauz (Strix woodfordii)       |
| Bartelskauz         | Strix bartelsi (Finsch, 1906)                          | West-Java | (Not Evaluated – nicht beurteilt) Gefährdet durch Entwaldung                                                                                       | Nach AOU Unterart von S. leptogrammica | Bartelskauz (Strix bartelsi)        |
| Bartkauz            | Strix nebulosa J. R. Forster, 1772                     | nördliche Holarktis | (Least Concern – nicht gefährdet) | 2 Unterarten | Bartkauz (Strix nebulosa)           |
| Bergkauz            | Strix newarensis (Hodgson), 1836                       | Himalaja, Punjab, Nepal, Sikkim ostwärts bis Vietnam | (Not Evaluated – nicht beurteilt) Selten; gefährdet durch Entwaldung                                                                               | Nach AOU Unterart von S. leptogrammica 4 Unterarten |                                     |
| Bindenhalskauz      | Strix nigrolineata (P. L. Sclater, 1859)               | Südmexiko, Mittelamerika, NW-Südamerika | (Least Concern – nicht gefährdet) | Nach South American Classification Committee (SACC) Ciccaba nigrolineata monotypisch                                                                                   | Bindenhalskauz (Strix nigrolineata) |
| Brasilkauz          | Strix hylophila Temminck, 1825                         | SO Brasilien, O+S-Paraguay NO-Argentinien | (Near Threatened – potenziell gefährdet, Vorwarnliste)                                                                                             | monotypisch | Brasilkauz (Strix hylophila)        |
| Chacokauz           | Strix chacoensis Cherrie & Reichenberger, 1921         | Chaco Boliviens, Paraguays und Nordargentiniens | (Least Concern – nicht gefährdet) | monotypisch galt früher als UA von S. rufipes | Chacokauz (Strix chacoensis)        |
| Fleckenkauz         | Strix occidentalis (Xantus, 1860)                      | Westliches Nordamerika | (Near Threatened – potenziell gefährdet, Vorwarnliste); gefährdet durch Entwaldung und Hybridisierung mit dem Streifenkauz                         | 3 Unterarten | Fleckenkauz (Strix occidentalis)    |
| Gelbkauz            | Strix fulvescens (P. L. Sclater & Salvin, 1868)        | Südmexiko bis Honduras | Ungewiss, nach IUCN (Least Concern – nicht gefährdet)                                                                                              | monotypisch Gilt bei einigen Autoren als UA von S. varia | Gelbkauz (Strix fulvescens)         |
| Habichtskauz        | Strix uralensis Pallas, 1771                           | Nördliche Paläarktis; Reliktvorkommen in Zentral und SO-Europa | (Least Concern – nicht gefährdet) – in Mitteleuropa Wiedereinbürgerung                                                                             | 8 Unterarten | Habichtskauz (Strix uralensis)      |
| Malaienkauz         | Strix leptogrammica Temminck, 1832                     | Indien, Sri Lanka, Malaysia, Sumatra, Kalimantan | (Least Concern – nicht gefährdet) | 5 Unterarten – bei König & Weick in 4 Arten gesplittet | Malaienkauz (Strix leptogrammica)   |
| Mangokauz           | Strix ocellata (Lesson, 1839)                          | Himalaja, Indien | (Least Concern – nicht gefährdet) | 3 Unterarten | Mangokauz (Strix ocellata)          |
| Niaskauz            | Strix niasensis (Salvadori, 1887)                      | Endemisch auf Nias, westlich von Sumatra | (Not Evaluated – nicht beurteilt) | Nach AOU Unterart von S. leptogrammica |                                     |
| Omanfahlkauz        | Strix omanensis Robb, van den Berg & Constantine, 2013 | Bisher nur von Fotos aus dem Hadschar-Gebirge in Oman bekannt; seine Eigenständigkeit bzw. Verwandtschaft zum Omankauz ist Gegenstand weiterer Untersuchungen          | (Not Evaluated – nicht beurteilt) dürfte aufgrund des kleinen Verbreitungsgebietes stark gefährdet sein                                            | gilt nach der IOC World Bird List als Juniorsynonym von Strix butleri                                                                                                  |                                     |
| Pagodenkauz         | Strix seloputo Horsfield, 1821                         | Südostasien, Sumatra, Java | (Least Concern – nicht gefährdet) | 3 Unterarten | Pagodenkauz (Strix seloputo)        |
| Rötelkauz           | Strix albitarsis (Bonaparte, 1850)                     | Östliche Anden südwärts bis Bolivien | Ungewiss; wahrscheinlich selten – nach IUCN (Least Concern – nicht gefährdet)                                                                      | monotypisch; gelegentlich werden 3 UA genannt. Nach South American Classification Committee (SACC) Ciccaba albitarsis monotypisch                                      | Rötelkauz (Strix albitarsis)        |
| Rotfußkauz          | Strix rufipes King, 1827                               | Zentralchile, Patagonien | (Least Concern – nicht gefährdet) | monotypisch | Rotfußkauz (Strix rufipes)          |
| Sichuankauz         | Strix davidi (Sharpe, 1875)                            | Isoliert im Bergland von Sichuan | (Not Evaluated – nicht beurteilt) ungewiss; erscheint gefährdet                                                                                    | monotypisch Gilt bei einigen Autoren als UA von S. uralensis | Sichuankauz (Strix davidi)          |
| Streifenkauz        | Strix varia Barton, 1799                               | Südkanada, Ost-, NW-USA, Nordmexiko | (Least Concern – nicht gefährdet) | 3–4 Unterarten – Die mexikanische Unterart (S. v. sartori) erhielt auf Grund beträchtlicher genetischer und morphologischer Unterschiede als Strix sartorii Artstatus. | Streifenkauz (Strix varia)          |
| Sprenkelkauz        | Strix virgata (Cassin, 1849)                           | Südamerika östl. der Anden südwärts bis NW-Argentinien | (Least Concern – nicht gefährdet) | 4 Unterarten; Nach South American Classification Committee (SACC) Ciccaba virgata monotypisch                                                                          | Sprenkelkauz (Strix virgata)        |
| Mexico-Sprenkelkauz | Strix squamulata (Bonaparte, 1850)                     | Mexikanische Atlantik-, Pazifikküste Mittelamerika, NW Südamerika | (Least Concern – nicht gefährdet) | 3 Unterarten Häufig Unterart von S. virgata |                                     |
| Waldkauz            | Strix aluco Linnaeus, 1758                             | Europa, ostwärts bis Zentralasien isoliert im Himalaja und Kashmir | (Least Concern – nicht gefährdet) | mindestens 8 Unterarten | Waldkauz (Strix aluco)              |
| Himalajakauz        | Strix nivicolum (Blyth, 1845)                          | Himalaja, Zentral- und Südchina ostwärts bis ans Gelbe Meer, Taiwan | (Least Concern – nicht gefährdet) | 3 Unterarten Manchmal UA von S. aluco | Himalajakauz (Strix nivicolum)      |
| Fahlkauz            | Strix hadorami Kirwan, Schweizer & Copete, 2015        | Israel, Jordanien, Sinai-Halbinsel, östliches Ägypten bis in den Norden des Sudan und stellenweise auf der Arabischen Halbinsel (Saudi-Arabien, Jemen und Süden Omans) | (Least Concern – nicht gefährdet) – Nach Abtrennung dieser Art von S. butleri müssen die Populationen überprüft werden                             | noch keine Unterarten beschrieben | Fahlkauz (Strix hadorami)           |
| Omankauz            | Strix butleri (Hume, 1878)                             | Levante, Arabische Halbinsel | (Data Deficient – keine ausreichenden Daten für eine Einstufung) – Nach Abtrennung von S. hadorami muss das Verbreitungsgebiet neu bestimmt werden | Keine Unterarten Manchmal als Unterart von S. aluco angesehen | Omankauz (Strix butleri)            |
| Zebrakauz           | Strix huhula Daudin, 1800                              | Südamerika östlich der Anden südwärts bis N-Argentinien | (Least Concern – nicht gefährdet) | Nach South American Classification Committee (SACC) Ciccaba huhula 2 Unterarten.                                                                                       | Zebrakauz (Strix huhula)            |

## Bestand und Gefährdung
Laut IUCN, die nur 18 Arten listet, sind mit Strix hylophila und Strix occidentalis nur zwei Arten auf der Vorwarnstufe. König & Weick sehen Gefährdungspotential für eine Reihe anderer Arten. Die größte Bedrohung scheint für eine Reihe von Arten durch die mancherorts völlig unkontrolliert fortschreitende Abholzung der Lebensräume zu bestehen. In Nordamerika kann sich dadurch zwar der Streifenkauz westwärts ausbreiten, verdrängt aber zunehmend den Fleckenkauz, der an dichte Waldabschnitte gebunden ist.
Über einige der Arten ist bislang sehr wenig bekannt, sodass eine zuverlässige Bestandseinschätzung nicht möglich ist.